# Jules de Laveaucoupet
Sylvain-François Jules Merle de la Brugière, comte de Laveaucoupet (né le 28 avril 1806 à Saint-Sulpice-le-Dunois, mort dans la même commune le 18 mai 1892) est un général français.
Il est grand-croix de la Légion d'honneur.

## Biographie
Il est le fils de François Merle de la Brugière, émigré et soldat de l’armée de Condé qui retrouva son grade de capitaine à la Restauration et de Sylvie de la Celle.
Il est admis en 1814 à La Flèche dont il est renvoyé. Il est admis à Saint-Cyr en 1824 et reçoit un des sabres d’honneur donné par Charles X aux quinze premiers.
Nommé sous-lieutenant au 34e Régiment d'Infanterie de Ligne il prend part à la prise d’Alger. Il accepte sur les conseils de son père de prêter serment à la nouvelle constitution de 1830.
Il retourne en Algérie en 1836 comme aide-de-camp du général Trézel, participe à l’expédition de Constantine et est décoré de la Légion d’honneur pour avoir sauvé le général Trézel blessé par une balle.
Il réprime la révolte populaire du 15 septembre 1841 à Clermont-Ferrand. La promotion demandée par plusieurs personnalités est refusée par Louis Philippe en raison de son appartenance à une famille légitimiste.
Candidat à la députation en 1848, il n’est pas élu. En 1851, il est colonel.
Lors de campagne d’Italie, il est chef d’état-major de la division de la Motte-Rouge du 2e corps d’armée sous les ordres de Mac-Mahon. Il est blessé aux combats de Turbigo, puis lors de la bataille de Magenta.
Il est nommé général le 28 février 1868. En 1870, il reçoit le commandement de la 3e division du 2e corps. À Metz, le 2 août sa division est chargée avec celle de Bataille d’une reconnaissance qui entraîne la bataille de Sarrebruck.
Il participe aux batailles de Forbach et de Spicheren le 6 août 1870, puis fait retraite sur Metz qui capitule le 28 octobre et part en captivité.
De retour en France, il est rappelé par le gouvernement versaillais qui lui donne le commandement d’une division. Il participe aux derniers combats et à l’enlèvement le 28 mai 1871 de la butte Montmartre pendant la Commune.
Il fut appelé à témoigner au procès Bazaine.
Concernant sa vie personnelle, il se maria le 18 octobre 1848 avec Louise Marie de Sallmard de Ressis à Eyzin-Pinet et eu 5 enfants :
- Elisabeth Marie "Madeleine", née en 1849 qui se mariera avec Marie "Henri" Louis de Montangon
- "Alexandrine" Elisabeth Marie,  née en 1852 et qui se mariera avec Elie-Léopold Labbey de la Roque, puis avec Marie "Charles" Joseph de Terrier-Santans
- Marie Françoise "Elisabeth", née en 1953 et qui se mariera avec Marie "Godefroy" de Sallmard de Ressis
- Marie Raymond "François", né en 1957 et qui se mariera avec "Marie" Emmanuelle Hedwige Rakowska
- Marie François Louis "Raymond", né en 1864 qui se mariera avec "Marguerite" Laure Elisabeth Docteur de la Housseret, puis avec Louise Marguerite "Marie-Antoinette" de La Croix de Ravignan.La mariage eu lieu au château de Larunque à Saint-Laurent-de-Gosse.

## Distinctions
- Comm. LH 24/09/53, GC LH 19 juin 1871.